# Keith Levene
Pour les articles homonymes, voir Levene.
Keith Levene, de son nom complet Julian Keith Levene, né le 18 juillet 1957 dans le quartier londonien de Wood Green et mort le 11 novembre 2022 dans le Norfolk, est un guitariste et compositeur britannique, plus connu comme membre de Public Image Limited.

## Biographie
Keith Levene est un des membres fondateurs des groupes punk The Clash et The Flowers of Romance — groupe éphémère connu pour avoir aussi compris dans ses rangs Sid Vicious, avant qu'il ne rejoigne les Sex Pistols. Bien qu'il n'ait jamais enregistré de morceaux avec The Clash, il a coécrit What's My Name, titre figurant sur leur premier album. Levene a affirmé plus tard avoir écrit ou coécrit plusieurs autres chansons du même disque.
Après la séparation des Sex Pistols, Levene fonde Public Image Limited (PiL) avec John Lydon (alias Johnny Rotten). Sur les enregistrements suivants de PiL, il abandonne sa guitare pour le synthétiseur. En 1983, il quitte amèrement[réf. souhaitée] Public Image Ltd.
Il sort ensuite plusieurs enregistrements solo, dont l'EP MurderGlobal en 2002.
Il meurt le 11 novembre 2022 dans le Norfolk, à l'âge de 65 ans.